# Дебар (община)
Де́бар (макед. Општина Дебар, алб. Komuna e Dibrës) — община в Северной Македонии. Расположена на западе страны. Население составляет 19 542 человека (2002 год).
Административный центр — город Дебар.
Площадь территории общины 145,67 км².
Граничит с общинами Северной Македонии:
- на севере — с общиной Маврово и Ростуша;
- на востоке — с общиной Другово;
- на юге — с общиной Центар-Жупа.

На западе граничит с префектурой Дибра Албании.
Кроме города Дебар в состав общины входят ещё 17 сёл: Баниште, Бомово, Гари, Горно-Косоврасти, Джепиште, Долно-Косоврасти, Коняри, Кривци, Могорче, Осой, Отишани, Райчица, Селокукьи, Спас, Татар-Елевци, Трнаникь и Хаме.
Этническая структура населения в общине по переписи населения 2002 года:
- албанцы — 11 348 чел.;
- македонцы — 3911 чел.;
- турки — 2684 чел.;
- цыгане — 1080 чел.;
- сербы — 22 чел.;
- боснийцы — 3 чел.;
- арумыны — 2 чел.;
- остальные — 482 чел.